# Municipio de Hamlin (Kansas)
El municipio de Hamlin (en inglés: Hamlin Township) es un municipio ubicado en el condado de Brown en el estado estadounidense de Kansas. En el año 2010 tenía una población de 335 habitantes y una densidad poblacional de 3,16 personas por km².

## Geografía
El municipio de Hamlin se encuentra ubicado en las coordenadas 39°57′1″N 95°36′40″O / 39.95028, -95.61111. Según la Oficina del Censo de los Estados Unidos, el municipio tiene una superficie total de 105.89 km², de la cual 105,7 km² corresponden a tierra firme y (0,18 %) 0,19 km² es agua.

## Demografía
Según el censo de 2010, había 335 personas residiendo en el municipio de Hamlin. La densidad de población era de 3,16 hab./km². De los 335 habitantes, el municipio de Hamlin estaba compuesto por el 92,84 % blancos, el 0,9 % eran afroamericanos, el 4,18 % eran amerindios, el 0,6 % eran de otras razas y el 1,49 % eran de una mezcla de razas. Del total de la población el 2,69 % eran hispanos o latinos de cualquier raza.